# Рівергед (селище, Кент)
Рівергед (англ. Riverhead) — цивільна парафія та північна сільська частина міського району Севенокса в однойменному окрузі в графстві Кент, Англія. Населення парафії за переписом 2021 року становить 2629 осіб.

## Географія
Рівергед знаходиться у Південно-Східній Англії, графстві Кент, окрузі Севенокс.
Парафія простягається від озера Чіпстед і річки Дарент на півночі через селище Дібден і магістральну дорогу A21 до Мілл Бенк Вуд на півдні.

## Історія
Назва селища може походити від саксонського слова «rither», що означає пагорб, або від слова, що означає «місце висадки худоби». Рівергед був раннім поселенням, частиною сотні Кодзгіт (англ. Codsheath Hundred). У саксонські часи поселення зросло в розмірах, оскільки збільшився рух паломницьких маршрутів між Кентербері та Вінчестером. Про процвітання селища в гeоргіанську епоху свідчить висока частка домогосподарств, які мали сплачувати подимне за свою власність, і хоча селище було невеликого розміру, воно було оточене кількома великими сільськими маєтками, такими як Чіпстед Плейс, Бредборн та Монреаль.
У Рівергеді були різноманітні сільські промислові підприємства, типові для цього району, включаючи шкіряну фабрику, лісозаготівельне підприємство, кузні та пошту. Економіка базувалася переважно на сільському господарстві, а також на видобутку гравію та піску на північний схід від села, що створило озера навколо Бредборна, які зараз є заповідником диких птахів.
У селищі є центральна заповідна зона, яка займає близько 10 гектарів і містить близько 30 пам'ятних споруд. Перелічені об'єкти в заповідній зоні датуються 17-18 століттями, а інші об'єкти, які не перебувають у переліку, походять переважно з 19 століття.
У 1831 році в селищі була побудована англіканська церква, присвячена Пресвятій Діві Марії; її архітектором був Децимус Бертон. У 1882 році архітектор Артур Вільям Бломфілд розширив будівлю церкви.

## Економіка
У Рівергеді є паб The Bullfinch пивоварні McMullen & Sons.
У селищі також є крамниці, ресторани, невелика художня галерея, салон краси, перукарня, хімчистка та автосервіс. Крім того, у селищі є супермаркет мережі Tesco, кав'ярня мережі Costa Coffee, архітектурні фірми Carmen Austin Architecture та MB Design & Architecture, вітрильний клуб Chipstead Sailing Club, компанія, що надає послуги з буксирування, та компанія, що надає послуги зі встановлення, обслуговування, полагодження електромереж та освітлення.
У 2023 році в Рівергеді було продано 33 об'єкти нерухомості, з яких, окремих будинків — 12, напівособняків — 9, квартир — 5, будинків рядкової забудови — 7. Починаючи з 2018 року середня вартість житлової нерухомості у Рівергеді становить: окремого будинку — 1 075 580 фунтів стерлінгів, напівособняку — 555 980 фунтів стерлінгів, квартири — 245 307 фунтів стерлінгів, будинку рядкової забудови — 457 360 фунтів стерлінгів.

## Транспорт
Рівергед знаходиться недалеко від Севенокської залізничної станції. Через Рівергед проходить магістральна дорога А25, яка з'єднує Севенокс з Гілфордом.

## Освіта
У Рівергеді діють дошкільний дитячий заклад та початкова школа, розрахована на 384 учня.

## Демографія
За даними перепису 2021 року в Рівергеді проживають 2629 осіб та нараховується 1020 домогосподарств.

## Місцеве самоврядування
У Рівергеді діє парафіяльна рада, яка складається з дев'яти членів, збирається о 19:30 третього понеділка кожного місяця. До повноважень ради входить управління громадськими місцями, такими, як ратуша, рекреаційні парки, цвинтарі, військові меморіали, парковки тощо.

## Цікаві місця
- Церква Пресвятої Діви Марії
- Колишня садиба Монреаль-парк — територія садиби, побудованої на замовлення британського фельдмаршала та барона Джефрі Емгерста, зараз від колишньої садиби залишився обеліск, зведений на замовлення Джефрі Емгерста у 1764 році для вшанування повернення його та його братів з війни, та восьмикутна сторожка[18][19]
- Ноул-хаус — дворянська садиба в парку площею 4 кв. км, розташованому поблизу Севеноксу

## Відомі люди
Джефрі Емгерст, 1-й барон Емгерст (1717—1797) — уродженець Рівергеду;
Сиріл Рендолф (1826—1912) — англійський гравець у крикет і священнослужитель, був священником у Рівергеді у 1850-63 роках;
Волтер Белл (1909—2004) — дипломат, офіцер британської секретної розвідувальної служби (MI6) та військової розвідки (MI5), уродженець Рівергеду.